# 藪原宿

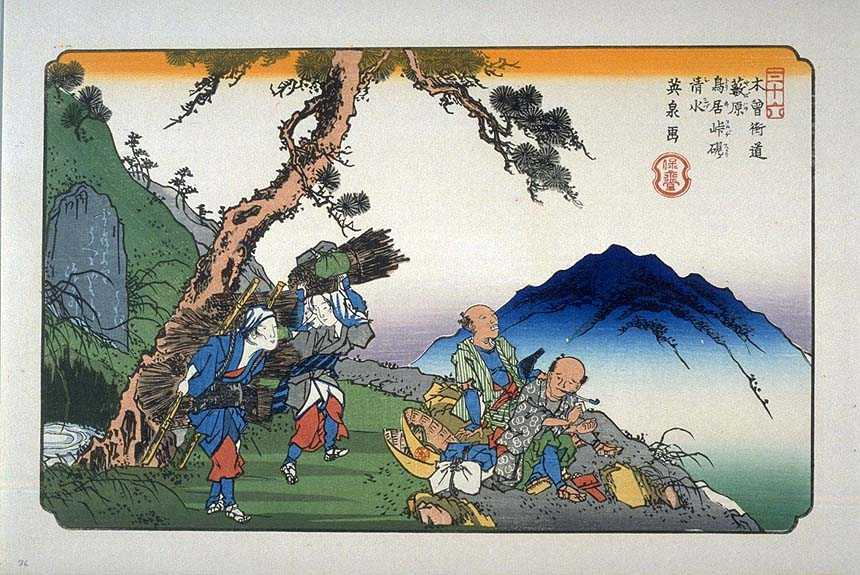
木曾街道六拾九次 藪原（渓斎英泉画）

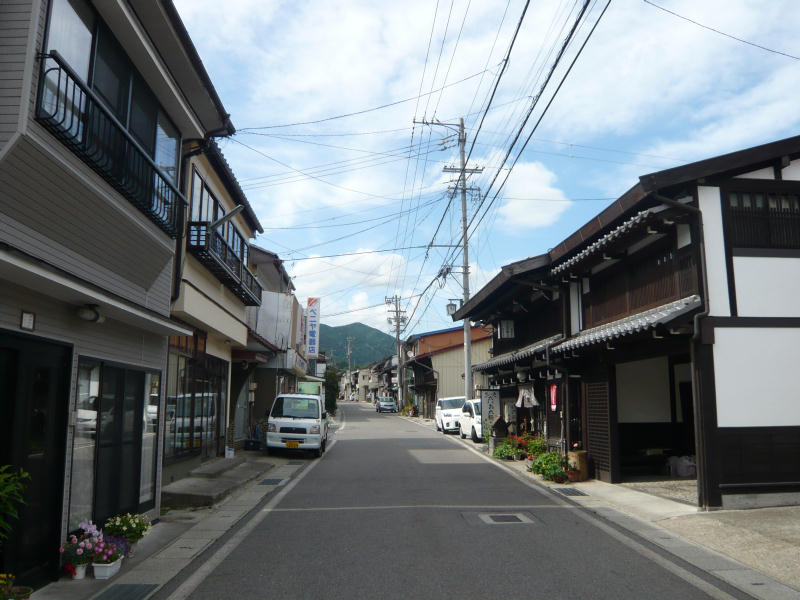
藪原宿の町並み

藪原宿（やぶはらじゅく）は、中山道35番目の宿場（→中山道六十九次）で、現在は長野県木曽郡木祖村。
お六櫛が特産品。宿場北部の中山道は鉄道で寸断されている。

## 特徴
天保14年（1843年）の『中山道宿村大概帳』によれば、藪原宿の宿内家数は266軒、うち本陣1軒、脇本陣1軒、旅籠10軒で宿内人口は1,493人であった。
妻籠宿のお六という老婆が藪原宿で始めた「お六櫛屋」は物のよい櫛を売る店として評判だった。お六櫛は薮原で生産し続けられており、長野県知事指定の伝統工芸品になっている。
藪原宿で慶安3（1650）年に2代目湯川九郎右衛門が創業した湯川酒造は長野県では2番目に古い酒蔵で、江戸初期より木曽路を往来する旅人に親しまれた。

## 尾張藩鷹匠役所
尾張藩が設置した鷹匠の役所であり、元禄6年（1693年）まで須原宿と妻籠宿に設置されていたが、生類憐れみの令で鷹狩が中断された後、享保15年（1730年）に藪原宿に移設した。毎年旧暦5月に尾張藩から鷹匠役人が「巣山」に入り、捕獲した仔鷹をここで飼養した。明治4年（1871年）廃止。

## 最寄り駅
- JR東海中央本線 藪原駅

## 史跡・みどころ ・祭り

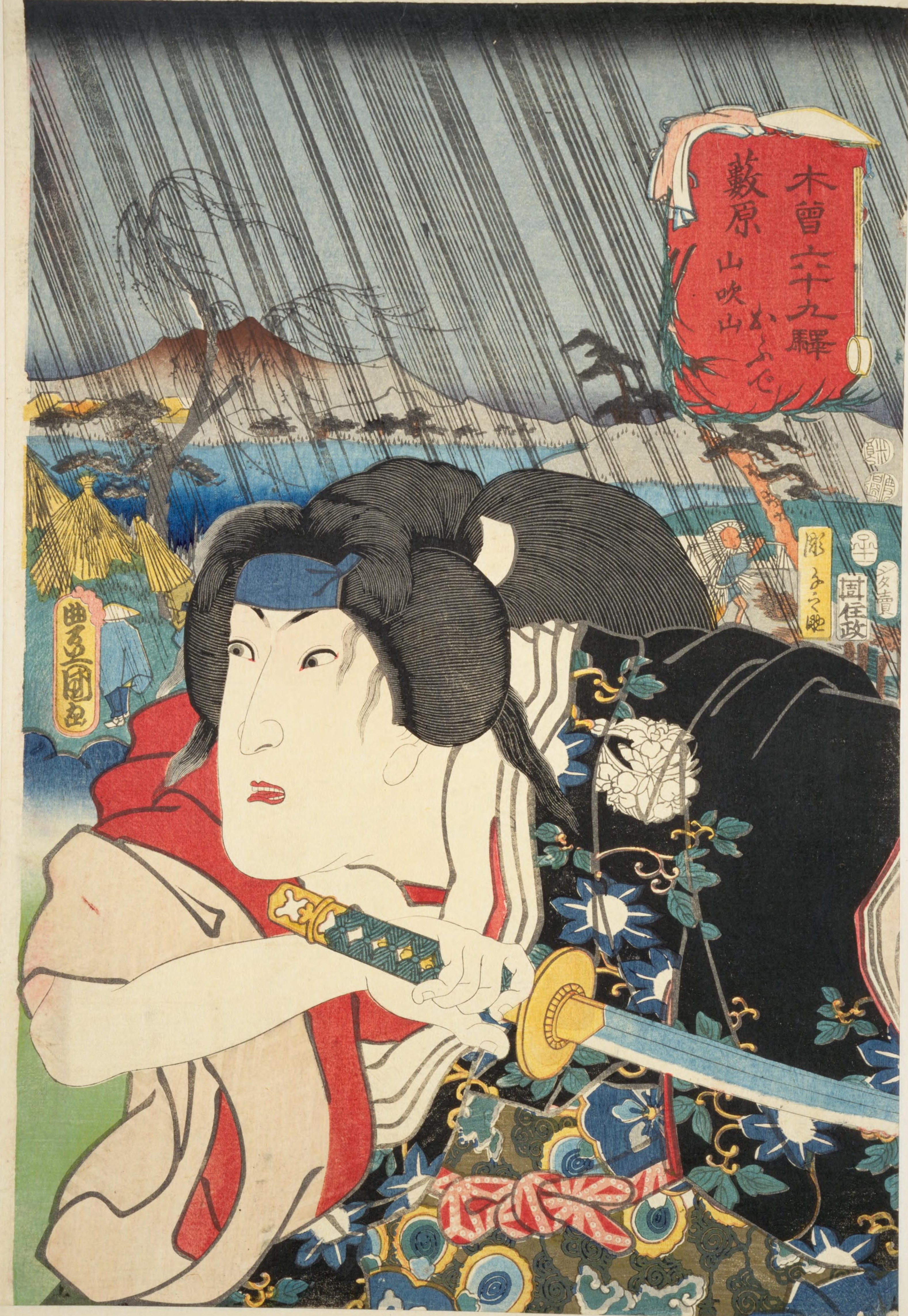
三代目歌川豊国「藪原山吹山・おふで 」

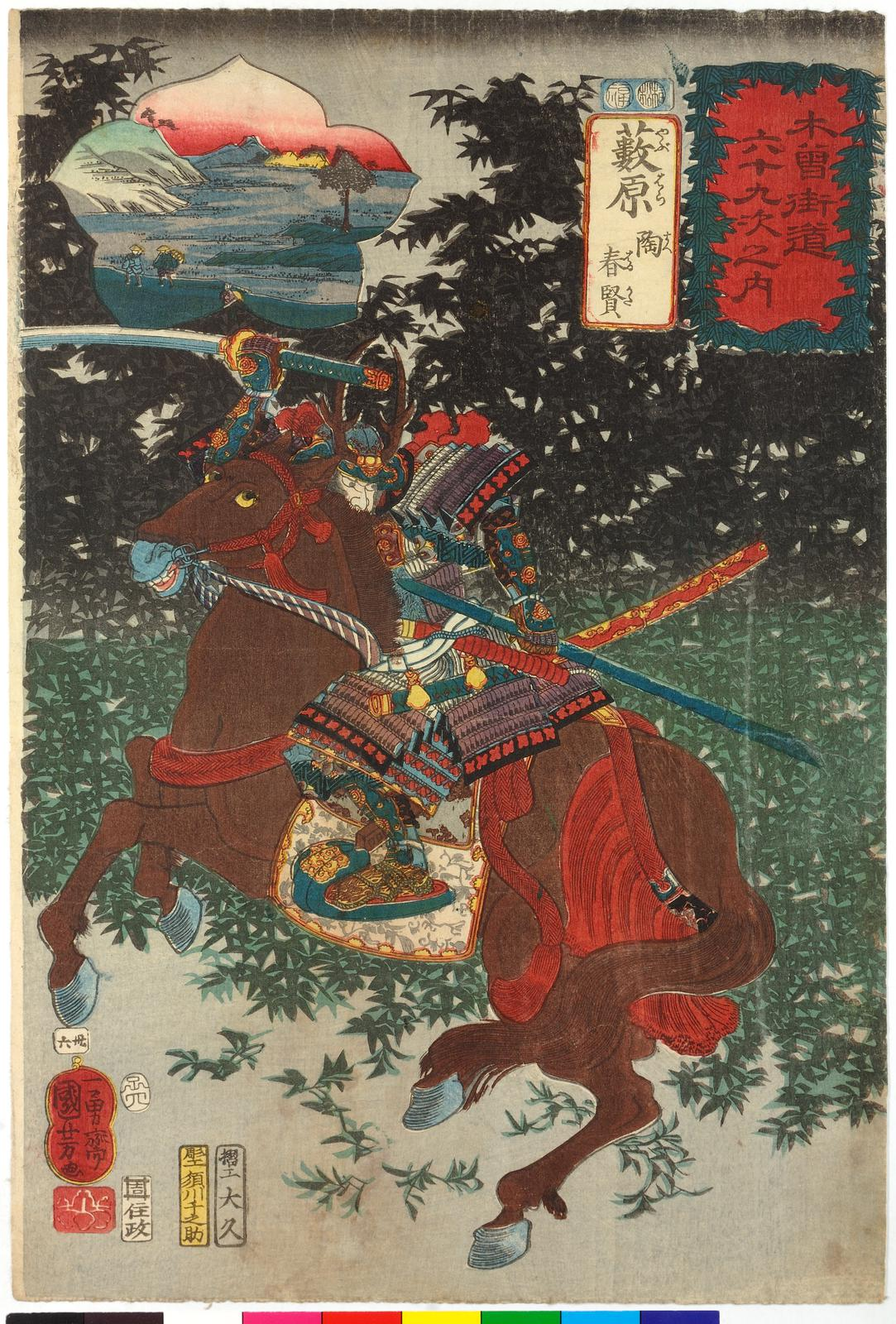
歌川国芳「木曽街道六十九次之内 藪原　陶晴賢」

- 尾張藩鷹匠役所跡
- 飛騨街道と権兵衛街道の分岐点
- 本陣跡
- 宮川家史料館（宮川漆器店）
- 防火高塀跡
- お六櫛問屋篠原商店
- 高札場跡
- 一里塚跡
- 藪原祭り（藪原神社例大祭）

## 隣の宿
中山道
奈良井宿 - 藪原宿 - 宮ノ越宿